# Lies of P
Lies of P ist ein Action-Rollenspiel, das am 18. September 2023 von Neowiz Games veröffentlicht wurde. Das Soulslike-Computerspiel ist an die Geschichte von Pinocchio angelehnt und erschien für Windows, macOS, Xbox One, Xbox Series X/S, PlayStation 4 und PlayStation 5.

## Spielprinzip und Handlung
In Lies of P steuert der Spieler die vom Holzschnitzer Gepetto erschaffene Puppe Pinocchio, die sich durch die verseuchte Stadt Krat kämpft. Mit verschiedenen Waffen gilt es Bossgegner zu besiegen. Im Verlauf der Handlung können Entscheidungen getroffen werden, die darauf basieren, ob man die Wahrheit sagt oder lügt.
Das Spiel hat drei verschiedene Enden.

## Entwicklung
Lies of P wurde vom koreanischen Entwicklerstudio Neowiz entwickelt. Angekündigt wurde es im Mai 2021. Der Release für PC und Xbox-Konsolen erfolgte am 18. September 2023, während PlayStation-4- und 5-Fassung einen Tag später erschienen.
Das Spiel verfügte zu Beginn nicht über einen einstellbaren Schwierigkeitsgrad, da Soulslikes laut Game Director Choi Ji-won keine Optionen dieser Art haben sollten. Mit der Veröffentlichung der Erweiterung Lies of P: Overture wurde der Schwierigkeitsgrad einstellbar gemacht.
Bereits kurz nach Release wurde aufgrund einer Stellenausschreibung bekannt, dass der Entwickler einen DLC plant. Wie Publisher Neowiz im Mai 2024 verkündete, soll der DLC für das Spiel im Sommer 2025 veröffentlicht werden. Am 7. Juni 2025 erschien der DLC mit dem Namen Overture.

## Rezeption
Lies of P erhielt überwiegend positive Kritiken.
Laut dem PC-Spielemagazin GameStar gelingt dem Spiel nicht ganz der „Sprung zum Meisterwerk“. Es punkte aber mit Anspruch und Kreativität. Als positiv wird die atmosphärische Spielwelt gewertet, während die Story nicht fessle.

„Ein knüppelhartes Soulslike in der Tradition von Bloodborne, das sich viel abschaut, aber durch kreative Waffenvielfalt und Anspruch glänzt.“

Der genretypisch hohe Schwierigkeitsgrad sei laut GameStar härter als Bloodborne und mindestens so hart wie Sekiro.
GamePro wertete die PlayStation-4-Version um drei Punkte auf 80/100 ab, da diese nur unregelmäßige 40 Bilder pro Sekunde darstelle, was zu ständigen Rucklern führe und die ohnehin schwierigen Boss-Kämpfe nochmal erschwere.

### Verkaufszahlen
Bis Mitte 2025 soll sich das Spiel nach Angaben des Publishers über alle Plattformen gesehen mehr als 3 Millionen Mal verkauft haben.